# Parafia św. Marcina Bp. w Jaksicach
Parafia Świętego Marcina Biskupa w Jaksicach – rzymskokatolicka parafia należąca do dekanatu złotnickiego. Erygowana 1325 roku.

## Dokumenty
Księgi metrykalne: 
- ochrzczonych od 1847 roku
- małżeństw od 1847 roku
- zmarłych od 1847 roku